# Saverio Montalto
Saverio Montalto, pseudonimo di Francesco Barillaro (San Nicola d'Ardore, 19 febbraio 1898 – Ardore Marina, 7 settembre 1977), è stato uno scrittore italiano.

## Biografia
Francesco Saverio Barillaro nacque a San Nicola d'Ardore, nella Locride, il 19 febbraio 1898 e morì ad Ardore il 7 settembre 1976. Sin dalla più tenera età ebbe come precettore lo zio arciprete Giuseppe sotto la cui guida imparò a leggere, scrivere e far di conto, apprese di lettere classiche e conseguì la laurea in veterinaria a Napoli. La sua vita fu sconvolta da una tragedia familiare: uccise la sorella Anna, ferì il cognato Giacomo Armoni e la moglie Iva, sorella dell'Armoni, verosimilmente affiliato della cosca locale. Fu arrestato ed al magistrato che lo interrogò chiese e ottenne di dar spiegazioni della vicenda in un memoriale. Scrisse l'omonima opera tra il 1940 e il 1945. Al processo venne riconosciuto insano di mente e condannato ad espiare la pena nel manicomio criminale di Aversa, dal 1940 al 1945.
Come già aveva anticipato sin dal 1996 Antonio Piromalli, nel 2014 Arcangelo Badolati in Mamma 'ndrangheta rivisitando la storia del fenomeno della criminalità organizzata in Calabria riconoscerà a Montalto, "colpevolmente dimenticato e sottovalutato" il merito di aver parlato per primo nella sua opera più celebre, il romanzo La famiglia Montalbano scritto tra il 1940 e il 1945, "dell'esistenza di una struttura unitaria di coordinamento della 'ndrangheta in provincia di Reggio Calabria ...", anticipando così le opere di Sciascia Le parrocchie di Regalpietra (1956) e Il giorno della civetta (1961) quest'ultima chiaramente influenzata dagli scritti di Montalto. Solo più tardi lo scrittore calabrese Saverio Strati proporrà racconti di malandrineria con il romanzo Il selvaggio di Santa Venere.
Su di lui e la sua opera hanno scritto oltre a Piromalli, Badolati e La Cava che si era ispirato a lui per il romanzo Un giorno dell'anno, Antonio Nicaso, Pasquino Crupi, Nicola Gratteri, Mario Casaburi, Pino Arlacchi e tanti altri fra quelli che hanno ripercorso le vicende letterarie e la presa di coscienza del fenomeno 'ndrangheta.

## Opere
- Memoriale dal carcere, Nuovi Argomenti, Roma, n°3 - Luglio-Agosto 1953.

Memoriale dal carcere, Lerici, Milano, 1957
(EN)  A voice from the cell, Hutchinson, Londra, 1960. Soveria Mannelli - Rubbettino, 1987.
Scoperto dall'amico scrittore Mario La Cava che gli dedicò il dramma "Un giorno dell'anno" fu pubblicato da Moravia all'interno della sua rivista Nuovi Argomenti, su proposta dell'autore di "Caratteri". Nel memoriale i nomi dei protagonisti e dei luoghi vengono celati o reinventati. Il cognato Giacomo Armoni è Titta Fazzolari.
- Appuntamenti in campagna,  Nuovi Argomenti, Roma, n°5 - Luglio-Agosto 1953
- Il ritorno, Nuovi Argomenti, Roma, N°9 Luglio-Agosto 1954.
- Si era in primavera, Nuovi Argomenti, Roma, n°49-50 - Marzo-Giugno 1961.
- La famiglia Montalbano, Chiaravalle Centrale - Frama Sud - 1973.

La famiglia Montalbano, Cosenza - Periferia 2005.
È l'opera di maggior spessore letterario, nonché il primo romanzo organico sulla mafia della provincia di Reggio Calabria. L'autore usava appunto questa definizione, "la famiglia Montalbano", per indicare la 'ndrangheta locale. Il romanzo, terminato nel manicomio giudiziario di Aversa il 27 luglio 1945, rimase inedito per molti anni. Fu pubblicato nel 1973 dalla casa editrice Frama Sud di Chiaravalle Centrale nella collana "Rosso e Nero", diretta dal prof. Crupi, studioso della letteratura calabrese. Il libro, attraverso la descrizione inedita di fatti accaduti nel 1918, descrive sul piano storico e sociologico l'evoluzione della "maffia" dall'arcaica "onorata società" all'associazione per delinquere. Si evidenziano "i soprusi perpetuati dai mafiosi alle spalle della povera gente, l'assenza delle istituzioni, il degrado morale e civile, il rapporto del potere occulto con i ricchi."
- Raptus, Cosenza, Periferia, 2003.
- Matrimonio clandestino, Cosenza, Periferia, 2011.